# Субіцький скельний монастир
Субіцький скельний монастир — колишній християнський монастир, розташований в селі Субіч поблизу Кам'янця-Подільського, що на Хмельниччині (Україна). Приміщення монастиря розташовані у печерах гори Монастирище, на 40-метровій висоті над рікою Дністер.

## Історія
За одними даними, монастир був заснований у XVI—XVIII століттях. Деякі історики припускають, що датою заснування Субіцького монастиря могло бути і X століття. Повторно відкрили цю покинуту святиню субічанин Н. Семенюк та вчитель місцевої школи А. Братков. Дорогу до храму розчистили, а пізніше неподалік від давньої споруди поставили капличку. Сам монастир є печерою-храмом, на стінах якого намальовані хрести.